# Phintella albopatella
Phintella albopatella är en spindelart som först beskrevs av Alexander Petrunkevitch 1914.  Phintella albopatella ingår i släktet Phintella och familjen hoppspindlar. Inga underarter finns listade i Catalogue of Life.